# ذو الوجهين (فلم)
ذو الوجهين هو فيلم مصري تم إنتاجه عام 1949، تأليف عبد العزيز خورشيد وأحمد ضياء الدين وإخراج ولي الدين سامح و بطولة محمود المليجي وزوزو شكيب.

## فريق العمل
إخراج: ولي الدين سامح
تأليف:
- عبد العزيز خورشيد
- أحمد ضياء الدين

إنتاج: أفلام الحرية
بطولة:
- محمود المليجي
- زوزو شكيب
- رشدي أباظة
- عباس فارس
- نادية السبع
- أحمد أباظة
- رجاء محمد
- عبد العزيز خورشيد

## روابط خارجية
- مقالات تستعمل روابط فنية بلا صلة مع ويكي بيانات